# Syconycteris australis
Espèce
Statut de conservation UICN

 LC  : Préoccupation mineure
Syconycteris australis, appelée communément Syconyctère commune, est une espèce de grande chauve-souris de la famille des Pteropodidae.

## Description
Syconycteris australis est certainement la plus petite Pteropodidae avec ses 12 à 15 cm d'envergure pour un poids total de 3 à 5 g. De la tête aux pieds, elle mesure 6 cm de long.

## Répartition

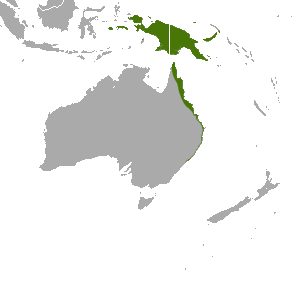
Aire de répartition de Syconycteris australis

Syconycteris australis se trouve dans les Moluques, à Salawati, Biak, Yapen, en Nouvelle-Guinée, les îles Aru, l'archipel Bismarck, à Manus, dans les îles d'Entrecasteaux, les Louisiades, en Nouvelle-Galles du Sud, et dans l'est du Queensland.
On la trouve dans les forêts ombrophiles tropicales et littorales de la Nouvelle-Galles du Sud de 0 à 3 000 m au-dessus du niveau de la mer.

## Écologie
Ces chauves-souris se reposent seuls ou en petits groupes, ce qui rend difficile l'estimation de la population basée sur l'observation visuelle. Elles dorment généralement dans la sous-canopée de la forêt tropicale. Elles changent de gîte tous les jours, contrairement à beaucoup d'autres espèces de Pteropodidae en Australie.
Syconycteris australis se nourrit généralement de nectar et de pollen plutôt que de fruits. Elle est probablement un pollinisateur important, car elle transporte six fois plus de pollen que les oiseaux en voyageant plus loin dans la nuit. Syzygium cormiflorum constitue une source de nourriture importante pour cette espèce dans le nord du Queensland : 95% du pollen prélevé sur la fourrure vient de l'arbre pendant sa floraison. Son domaine vital s'étend de 12 à 1 796 ha. Quand elle se nourrit, elle préfère voler le long des zones ripariennes.
Comme la demande en énergie est élevée et que la teneur en énergie d’une seule fleur est faible, elle doit visiter l'équivalent de 36 à 48 fleurs en bordure de la côte toutes les nuits. Pour satisfaire son besoin énergétique, elle est active une grande partie de la nuit. Pendant la pleine lune, elle retarde le départ de son gîte ; cela suggère une peur des prédateurs. Les autres prédateurs potentiels sont les varans et les serpents arboricoles. Les chats domestiques sont connus pour les capturer et les blesser. Elle entrent en léthargie lorsque la disponibilité des aliments est faible ou lorsque la température ambiante est inférieure à 26 °C. Contrairement aux autres espèces de Pteropodidae, la léthargie est plus fréquente et plus prononcée en été qu'en hiver.

## Source de la traduction
- (en) Cet article est partiellement ou en totalité issu de l’article de Wikipédia en anglais intitulé « Common blossom bat » (voir la liste des auteurs).